# Milavčići
Milavčići (Servisch cyrillisch Милавчиђи) is een plaats in de Servische gemeente Kraljevo. De plaats telt 432 inwoners (2002).